# جائحة فيروس كورونا في بوليفيا
تم تأكيد انتشار وباء فيروس كورونا 2019-2020 في بوليفيا عندما تم تأكيد أول حالتيه في 10 مارس 2020 في مقاطعتي أورورو وسانتا كروز.
في 12 مارس، علقت بوليفيا جميع جلسات المدرسة العامة حتى 31 مارس، وكذلك جميع الرحلات التجارية من وإلى أوروبا إلى أجل غير مسمى. كما منعوا التجمعات العامة الواسعة النطاق لأكثر من 1000 شخص.

## الخلفية
في 12 يناير 2020، أكدت منظمة الصحة العالمية (WHO) أن فيروس تاجي جديد كان سببًا لمرض تنفسي في مجموعة من الناس في مدينة ووهان، مقاطعة هوبي، الصين، والتي تم إبلاغها إلى منظمة الصحة العالمية في 31 ديسمبر 2019.
كانت نسبة موت الحالات في فيروس كورونا أقل بكثير من سارس لعام 2003، ولكن كان انتقال العدوى أكبر بكثير، مع إجمالي عدد القتلى.

## الإجراءات التي اتخذتها الحكومة
قبل الكشف عن الحالة الأولى في بوليفيا، أعلنت الحكومة عن تشكيل لجنة طوارئ للعمليات، بما في ذلك مسؤولون من منظمة الصحة العالمية ووزارات مختلفة ومنظمات صحية متخصصة. وشملت التدابير المنفذة مع منظمة الصحة للبلدان الأمريكية دعم تنفيذ الإجراءات التفصيلية في دليل ترصد حوادث الجهاز التنفسي غير المعتادة.
أقامت وزارة الصحة خطوط ساخنة مجانية على الرقم 800-10-1104 و 800-10-1106 لإبلاغ الناس بالأعراض والسماح لهم بطرح أسئلة حول الفيروس.
في 17 مارس، أعلن الرئيس جانين أنيز عن الإجراءات التالية، لتكون سارية المفعول من 19 إلى 31 مارس:
- إغلاق جميع الحدود.
- الدخول إلى بوليفيا يسمح فقط للمواطنين والمقيمين البوليفيين، الذين يجب عليهم اتباع البروتوكولات المنصوص عليها في وزارة الصحة ومنظمة الصحة العالمية.
- تم تعليق جميع الرحلات الدولية.
- تم تعليق النقل البري بين الإدارات والمقاطعات. يمكن نقل البضائع فقط.[12]

### المرسوم 4196
في 17 مارس، أعلن وزير الرئاسة، ييركو نونيز، حالة طوارئ صحية عامة ورتب سلسلة من إجراءات الحجر الصحي، سيتم تنفيذها في جميع أنحاء البلاد حتى 31 مارس.
المرسوم الأعلى 4196 يشير إلى:
- ستنظم وزارة العمل، بشكل استثنائي، منح تراخيص خاصة لحماية الأشخاص الذين يعانون من الأمراض الكامنة، وكبار السن الذين يبلغون الستين أو أكثر، والحوامل، والأشخاص الذين تقل أعمارهم عن خمس سنوات إذا كان الوالدان أو الوصي لديه ترخيص خاص.
- من منتصف الليل (00:00) في 20 مارس إلى 31 مارس، يتم إغلاق حدود البلاد.
- من منتصف الليل (00:00) في 21 مارس، يتم تعليق الرحلات الدولية، وكذلك النقل البري والنهري والبحري للركاب.
- اعتبارًا من 18 مارس، يكون يوم العمل لجميع القطاعات من 9:00 إلى 13:00. ستفتح الأسواق ومحلات السوبر ماركت 8:00 حتي 15:00.
- تعمل وسائل النقل العام والخاص من الساعة 5:00 حتى الساعة 18:00.
- يحظر الرياضات الاجتماعية والدينية والأنشطة والتجمعات الأخرى.
- ويجوز القبض على من يخالف المرسوم لمدة ثماني ساعات.

### المرسوم 4199 - الحجر الصحي على الصعيد الوطني
يسري الحجر الصحي على المستوى الوطني اعتبارًا من 22 مارس في منتصف الليل (00:00) لمدة 14 يومًا، بهدف إبطاء انتشار الفيروس في البلد، بموجب الأوامر التالية:
- ستستمر الأسواق ومراكز التوريد في العمل كل صباح حتى منتصف النهار، حتى يتمكن شخص واحد من كل أسرة من الحصول على الإمدادات.
- ستستمر المصانع ووسائل النقل التي تخدم احتياجات البقالة الأساسية في العمل بشكل طبيعي. سيستمر النظام المصرفي والصيدليات والمستشفيات في تلبية احتياجات السكان.
- قد يغادر الناس منازلهم إذا كانوا بحاجة إلى رعاية طبية.
- يتم تعليق وسائل النقل الخاصة والعامة. سيتم منح تصاريح لعمال النقل الذين يجب على شركاتهم مواصلة العمل وللأشخاص الذين يعملون في خدمات الرعاية الصحية والمياه والكهرباء والغاز وغيرها.
- يتم تخفيض أسعار الكهرباء. يحظر قطع المياه أو الغاز أو الإنترنت أثناء الحجر الصحي. سيتم تخفيف الضرائب ومدفوعات القروض.[15]

### الجدول الزمني
في 12 مارس، أعلنت الحكومة عن سبعة إجراءات لإبطاء انتشار المرض، بما في ذلك تعليق الأنشطة التعليمية حتى 21 مارس في المدارس والجامعات وتعليق الرحلات الجوية من وإلى أوروبا اعتبارًا من 14 مارس.
نتيجة للحالات الست المؤكدة، أعلنت مدينة أورورو الحجر الصحي لمدة 14 يومًا بدءًا من 16 مارس. في اليوم نفسه، أعلنت الحكومة أنه ستكون هناك عقوبات جنائية على أي شخص قام بتخريب الرعاية الصحية، بسبب حوادث منع الوصول إلى مراكز الرعاية الصحية لمرضى كوفيد-19 المشتبه بهم أو المؤكدين. في مدينة لاباز، تم اعتقال الأشخاص الذين شاركوا في التلاعب بأسعار المنتجات الطبية.
في 14 مارس، منع الرئيس المؤقت جانين شونيز أي شخص يأتي من الصين أو كوريا الجنوبية أو إيطاليا أو إسبانيا من دخول البلاد. اعتبارا من يوم 18 مارس 2020، وهذا سيتم توسيعها لتشمل كل من أوروبا، بما في ذلك بريطانيا العظمى وأيرلندا، وكذلك إيران.
في 15 مارس، أعلنت الحكومة عن إجراءات جديدة تشمل توسيع قيود الدخول على المسافرين القادمين من منطقة شنغن، بالإضافة إلى المملكة المتحدة وأيرلندا وإيران.
بدءًا من 16 مارس، طبقت إدارات أورورو وبوتوسي وكوتشابامبا وتشوكيساكا إجراءات لتقييد الحركة، حتى تستمر في البداية حتى 31 مارس، في حين حظرت تاريجا الرحلات العامة بين الأقسام.
في 17 مارس، أعلن Áñez إغلاق حدود بوليفيا لجميع الرعايا الأجانب - اعتبارًا من 19 مارس. بالإضافة إلى ذلك، اعتبارًا من 20 مارس، سيتم تعليق جميع الرحلات الدولية، وسيتم حظر السفر الداخلي بين الإدارات والمقاطعات.
في 20 مارس، أعلنت حكومة سانتا كروز الحجر الصحي لبورونغو، ابتداءً من الظهر وحتى 14 يومًا. ولم يستبعد وزير الصحة اتخاذ إجراءات ذات تأثير أكبر في الأيام المقبلة.
في 21 مارس، أعلنت الحكومة عن الحجر الصحي لمدة 14 يومًا على مستوى الدولة، وبدأ سريانه في 22 مارس عند منتصف الليل وتنتهي في 5 أبريل عند منتصف الليل.
في 25 مارس، أعلن Áñez حالة الطوارئ الصحية العامة في البلاد وأغلق حدوده بالكامل، مع عدم السماح لأي شخص بالدخول أو المغادرة باستثناء لأسباب تتعلق بالصحة أو السلامة. سيكون هذا ساري المفعول حتى 15 أبريل.
في 1 أبريل، أعلن Áñez التدابير التالية:
- اعتبارًا من 3 أبريل، «سلة العائلة» الخاصة بـ BS. سيتم دفع 400 نقدًا من خلال البنوك للقطاعات التالية: أولئك الذين يحصلون فقط على دخل الكرامة ولكن لا يحصلون على تقاعد أو دخل آخر، والأمهات الذين يتلقون قسيمة Juana Azurduy[32] والأشخاص ذوي الإعاقة.
- في الأسبوع الثاني من شهر أبريل، «قسيمة الأسرة» الخاصة بـ BS. سيتم منح 500 للأسر التي لديها أطفال في رياض الأطفال ورياض الأطفال والمدارس الابتدائية في المدارس المالية.
- سيتم تخفيض سعر الغاز المنزلي بنسبة 50٪.
- المصادقة على تأجيل دفع الضرائب والائتمانات، فضلا عن تخفيضات في دفع الخدمات الأساسية الأخرى.

في 8 أبريل، تم استبدال وزير الصحة، الدكتور أنيبال كروز، بالدكتور مارسيلو نافاجاس ساليناس، المتخصص في أمراض الرئة وذوي الخبرة في الصحة العامة. وذكر أنيز أن كروز تنحى لأسباب شخصية.
في 8 أبريل، أعلن Áñez أن «قسيمة الأسرة» لـ Bs. سيتم تمديد 500 لطلاب المدارس الثانوية وأكدوا الدفع من 15 أبريل.
في 14 أبريل، أعلن Áñez عن تمديد الحجر الصحي على مستوى الدولة حتى 30 أبريل. كما تم الإعلان عن تدابير اقتصادية أخرى بما في ذلك «البونص العام» لـ Bs. 500، للأشخاص الذين تزيد أعمارهم عن 18 عامًا والذين لم يستفدوا من أي من المساعدات السابقة التي أطلقتها الحكومة ولم يتلقوا رواتب.

### أورورو
كانت امرأة تبلغ من العمر خمسة وستين عامًا في أورورو واحدة من أوائل المرضى الذين عُرف أنهم مصابون بالفيروس. كان ستة مرضى مصابين آخرين في أورورو وواحد في كوتشابامبا، كما تأكد من خلال الاختبارات بحلول 12 مارس، على اتصال بها. كانت هذه أول حالة معروفة من انتقال محلي في بوليفيا. بدأت المدينة والدائرة تدابير الإبعاد الاجتماعي الإلزامية في 16 مارس. كما تم حصر 65 شخصاً آخر من أفراد الأسرة المصابين وأفراد أسرهم في منازلهم، ولكن لم تظهر عليهم أي أعراض للمرض. حتى 25 مارس، لم يعد أول مريض أورورو يظهر عليه أعراض وكان اختباره سلبيًا للمرض مرتين ؛ يتوقع الأطباء أن يتم الإعلان عنها كأول مريض تعافى من كوفيد-19 في بوليفيا.

### بوتوسي
تم الإعلان عن أول حالة تم اختبارها بشكل إيجابي في بوتوسي في 25 مارس. السلطات الصحية الإقليمية أن هذه المريضة امرأة تبلغ من العمر 69 عامًا. أصيبت من قبل ابنها، سائق النقل الذي كان مؤخرا في تشيلي. ولم يصرح السائق بأعراضه، وعولج، حسب السلطات الصحية، بشكل خاص من قبل أفراد الأسرة من الأطباء.

## الآثار والحوادث
بعد الإعلان عن أول حالة مؤكدة، تم الإبلاغ عن حوادث بين السكان المحليين، بما في ذلك شراء الأقنعة الجراحية على نطاق واسع ومعقم اليدين ومنع الوصول إلى المستشفيات،.
في 19 مارس / آذار، حاول مريض تحت المراقبة طُلب منه البقاء في عزلة الفرار، ولكن تم القبض عليه عندما حاول القيام برحلة بين الأقسام.